# Алдебаран
Алдебаран (α Tauri, Алфа от Бик) е звезда червен гигант от първа величина. Звездата е най-ярката от съзвездието Бик, разположена точно в окото на бика. Обикновено е 14-ата най-ярка звезда в нощното небе. Преди около 5000 години изгряването на Алдебаран маркирало пролетното равноденствие и било началото на вавилонската Нова година.
Повърхността на Алдебаран е по-хладна (3900 K) от тази на Слънцето, но радиусът ѝ е около 44 пъти по-голям от слънчевия, което я прави над 400 пъти по-светима от Слънцето. Върти се около оста си бавно, като са ѝ нужни 520 дни за едно пълно завъртане.
Около звездата се върти планета с маса няколко пъти по-голяма от тази на Юпитер, която е наречена Алдебаран b.

## Наименования
- Името Алдебаран произхожда от арабски и означава „последовател“, вероятно защото изглежда, че следва звездния куп Плеяди.[2][3]
- Древните гърци наричат звездата Лампадиас или Хипохирос.[2]
- Римското ѝ ̀име е Палилициум и Субруфа.[2]
- Персийското название е Садвис и Кугард.[3]
- Китайското име е Bixiuwu.[3]
- Индуските астрономи наричат звездата Рохини. Това е името на една от 27-те дъщери на Дакша и съпруга на бог Чандра.[3]
- Евреите нарича Алдебаран Божието око и Алеф.[3]
- В Акад звездата е наричана Гис-га и Вдлъбнатина в небето.[3]

Алдебаран е известна също като Звездата на Буда, Звездата на светлината, Божието око, Окото на Бика.

## Показатели
Алдебаран е една от най-лесните за намиране звезди в нощното небе. Ако се следва посоката на трите звезди от пояса на Орион от ляво надясно в Северното полукълбо, или от дясно наляво в Южното, първата ярката звезда по продължение на тази линия е Алдебаран.
Алдебаран е 14-а по яркост звезда на небето и представлява двойна система. Главната звезда е червен гигант от спектрален клас К5 със звездна величина 0,85. Спътникът е джудже от спектрален клас М2 и звездна величина 13,4. Основната звезда е с неправилна променливост, която се колебае хаотично от около две десети от величината.
Алдебаран се намира на 67 светлинни години от Земята. Звездата е с радиус 43 пъти по-голям от този на Слънцето, а яркостта ѝ е 425 пъти по-голяма от неговата. Средната ѝ звездна величина е 0,87 и е една от най-ярките звезди в нощното небе. При ясно време може да се наблюдава как пулсира в червено. Температурата на повърхността ѝ е 4010 K и това ѝ придава характерния червено-оранжев цвят. За сравнение, температурата на Слънцето е 5780 K. Екваториалната ѝ скорост на въртене на 5,2 km/s, а периодът ѝ на въртене е 400 дни.
Дори има приказка за Алдебаран, написана от Джани Родари. Космическият апарат Пионер 10, на който е записана част от информацията за човешката цивилизация и Слънчевата система, пътува именно към системата Алдебаран.

## Физични характеристики
Алдебаран служи като спектрален стандарт за всички K5+ III звезди. Спектърът ѝ показва, че е звезда гигант, която е еволюирала и излязла от главната последователност на диаграмата на Херцшпрунг-Ръсел, след като е изразходила водорода в ядрото си. Сриването на центъра на звездата до хелиево ядро е запалило водородната обвивка около него, превръщайки Алдебаран в червен гигант.
Ефективната температура на фотосферата на Алдебаран е 3910 K. Повърхностната гравитация е 1,59 cgs, което е обичайно за гигантска звезда, но около 25 пъти по-малко от земната и 700 пъти по-малка от слънчевата. Металичността на звездата е около 30% по-ниска от тази на Слънцето.
Измерванията на апарата Хипаркос поставят Алдебаран на разстояние от 65,3 светлинни години (20 парсека) от Земята. Астросеизмолозите са определили, че тя е с около 16% по-голяма маса от Слънцето, но има 518 пъти по-голяма светимост от него, поради големия си радиус. Ъгловият диаметър на Алдебаран е измерван много пъти. Текущата приета оценка за него е 20,58 ± 0,03 милиарксекунди. Това прави 44 пъти по-голям диаметър от Слънчевия и се равнява на около 61 милиона километра.
Алдебаран е слабо променлива звезда тип LB. Общият каталог на променливите звезди сочи вариация във величината ѝ между 0,75 и 0,95 от историческите данни. Съвременните изследвания показват по-малка амплитуда, а някои от тях дори не засвидетелстват променливост. Фотометричните изследвания на Хипаркос показват амплитуда от едва 0,02 величини и възможен период от около 18 дни. Интензивната наземна фотометрия показва вариация от 0,03 величини и възможен период от около 91 дни. Анализът на наблюденията за по-голям период също сочат за амплитуда, която е по-малка от 0,1 величини, а вариациите се считат за нередовни.
Фотосферата на звездата показва изобилие от въглерод, кислород и азот, което подсказва, че гигантът е преминал през първия етап на изчерпване, който е обичаен при еволюцията на звезда към червен гигант и включва преместването на материя от дълбините на звездата към повърхността ѝ чрез конвекция. С бавното си въртене, Алдебаран не произвежда динамо ефект, който е нужен за образуването на корона и, следователно, е слаб източник на рентгеново лъчение. Все пак, малки магнитни полета могат да съществуват в долната част на атмосферата вследствие конвекционната турбулентност близо до повърхността. Измерената големина на магнитното поле на звездата е 0,22 G. Слабото рентгеново лъчение от този регион може да се отслаби допълнително от хромосферата, макар ултравиолетово лъчение да е засечено в звездния спектър. Звездата губи маса със скорост от (1 – 1,6) × 10−11 M⊙ на година, което се равнява на една земна маса на 300 хиляди години. Този звезден вятър може би се образува от слабите магнитни полета в долната част на атмосферата.
Отвъд хромосферата на Алдебаран се намира обширна молекулярна външна атмосфера, където температурата е достатъчно хладна, за да се образуват газови молекули. Тази област е разположена на разстояние 2,5 пъти радиуса на звездата и има температура около 1500 K. Спектърът ѝ показва линии на въглероден оксид, вода и титанов оксид. Извън този регион звездният вятър продължава да се разширява, докато достигне горещата йонизирана междузвездна среда, която преобладава в Местния мехур, образувайки грубо сферична астросфера с радиус от около 1000 астрономически единици, обкръжаваща Алдебаран.

## Планетарна система
През 1993 г. измерванията на радиалната скорост на Алдебаран, Арктур и Полукс показват, че Алдебаран проявява дългопериодични колебания в скоростта си, което може да бъде тълкувано като наличие на придружаващо тяло. Измерванията сочат към придружител с минимална маса, съставляваща 11,4 пъти тази на Юпитер, имащ леко ексцентрична орбита с период 643 дни и отдалечен на 2 астрономически единици от звездата.
През 2015 г. изследване предоставя стабилни доказателства за наличието на планетарно тяло около звездата. Астросеизмичният анализ на планетата е определил, че планетата Алдебаран b има маса най-малко 5,8 ± 0,7 пъти тази на Юпитер.